# Нокорна
Нокорна (груз. ნოკორნა, до 2010 года — Дзвели-Осеби) — село в Грузии, в муниципалитете Душети края Мцхета-Мтианети.

## География
Село расположено в южной части края, в 21 километре по прямой к юго-востоку от центра муниципалитета Душети. Высота центра — 1120 метров над уровнем моря.

## Население
По данным переписи населения 2014 года, в селе проживало 86 человек.
| Год  | Население |
| ---- | --------- |
| 2002 | 124       |
| 2014 | 86        |